# Малькова, Зоя Алексеевна
Зо́я Алексе́евна Малькова (19 ноября 1921, Кизел — 1 сентября 2003, Москва) — советский и российский педагог, специалист по сравнительной педагогике; участница Великой Отечественной войны; доктор педагогических наук, действительный член АПН СССР (1982); директор Научно-исследовательского института общей педагогики.

## Биография
Зоя Малькова родилась в городе Кизел (Пермская область) 19 ноября 1921 года — в те годы Кизел являлся рабочим посёлком. В 1949 году окончила факультет английского языка Московского государственного педагогического института иностранных языков, после чего начала преподавать в средней школе.
Обучалась в аспирантуре Института теории и истории педагогики Академии педагогических наук РСФСР. В 1956 году защитила кандидатскую диссертацию «Ученический комитет в советской школе» и заняла должность в системе научных учреждений Академии педагогических наук (АПН) СССР; в 1972 году стала доктором педагогических наук (диссертация «Современная школа США»). С 1974 по 1991 год являлась заместителем директора и директором Научно-исследовательского института общей педагогики, который в 1989 году был переименован в НИИ теории и истории педагогики.
26 марта 1982 года Малькова была избрана академиком АПН СССР. В 1986 году стала председателем научного совета по сравнительной педагогике, действовавшего при АПН СССР и вошла в состав исполнительного комитета Международного конгресса общественной сравнительной педагогики. Скончалась 1 сентября 2003 года и была погребена в Москве, на Ваганьковском кладбище.

## Работы
- Малькова З. А. Современная школа США. — М., 1971.
- Малькова З. А. Школа и педагогика за рубежом. — М., 1983. — 191 с.
- Малькова З. А., Вульфсон Б. Л. Среднее образование в современном мире — М., 1987.
- Школьные реформы в развитых странах Запада / под ред. З. А. Мальковой, В. С. Митиной — М., 1992. — 157 с.
- Малькова З. А., Вульфсон Б. Л. Сравнительная педагогика. — М., 1996. — 256 с.